# Magyary Zoltán Művelődési Központ (Tata)
A Magyary Zoltán Művelődési Központ Tata egyik kulturális életének kulcspontja, színházi és zenei rendezvényeknek, gyermek programoknak, kiállításoknak és művészeti közösségeknek, képzéseknek és tanfolyamoknak ad otthont.

## Története
A Tatai vár szomszédságában 40 éve álló épület magán viseli létrehozása idejének jegyeit. E hosszú éveket a megye művelődési és ifjúsági központjaként kezdte, majd a változások során először városi, majd alapítványi intézményként szolgálta Tata és környéke polgárait és a Tatára látogatókat.
Jelenleg az intézményt Tata Város Önkormányzat tulajdonába tartozó Tatai Városkapu Közhasznú Zrt. működteti, mint Magyary Zoltán Művelődési Központot.
A névadó Magyary Zoltán (1888–1945) a 20. század elejének jelentős tudománypolitikusa, szociográfusa, közigazgatási szakembere volt, akinek gondolatait ma is számos helyen idézik, ha korszerű közigazgatásról, a polgárok életét szolgáló államról esik szó.
Az intézmény alapítása óta jelentős helyszíne volt nemzetközi és országos eseményeknek. Fontos zenei és színházi eseményekre került sor, nem csak a házban, de a tatai Szabadtéri Színpad fái alatt, az Öreg-tó partján, az Eszterházy kastélyban, a Várkanyarban és a város egyéb helyszínein is. Közösségek, klubok, tanfolyamok során élménnyel teli pillanatoknak lehettek részesei a látogatók.
Országos hírű kezdeményezések indultak el e falak közül a korábbi vezetők például Szirtes László, Szentessy Lászlóné és Domonkos Ágnes igazgatása alatt.
Egyes rendkívüli programok akkora sikerre tettek szert, hogy fokozatosan kinőttek a házból, mint a nemzetközi hírű Víz, zene, virág fesztivál, melynek a Tatai vár és a ház közvetlen környezete ad otthont minden év júniusának utolsó napjaiban.
Jelenleg Magyary Zoltán Művelődési Központban található intézmények:
- Móricz Zsigmond Városi Könyvtár
- Prefektus Zrt.
- Tatai Városkapu Zrt.